# N.P. (romanzo)
N.P. è il quinto romanzo della scrittrice giapponese Banana Yoshimoto. Fu pubblicato per la prima volta in Giappone nel 1991 e in Italia, dalla Feltrinelli, nel 1992.

## Trama
Sarao Takase è uno scrittore giapponese che ha trascorso gran parte della sua vita in America e che un giorno decide di suicidarsi, lasciando così due figli gemelli (il maschio Otohiko e la femmina Saki) e il manoscritto di un libro incompiuto dal titolo N.P. (ovvero North Point, il titolo di una vecchia canzone). Il libro, secondo l'idea dell'autore, doveva essere composto da 100 racconti, ma ne vengono pubblicati solo 97, diventando ugualmente un best seller negli Stati Uniti. La giovane Kazame riesce ad entrare in possesso del 98° racconto inedito che tratta della passione erotica tra un padre e una figlia e alla cui traduzione stava lavorando il suo amante Shoji, morto pure lui suicida. Kazame incontra allora i due gemelli e scopre che Otohiko ha una relazione sentimentale con Sui (personaggio intorno a cui sembra ruotare l'intera vicenda), figlia illegittima dello stesso Takase, nonché sua amante. Kazami scopre anche dove si trova il 99° racconto, in cui l'autore nipponico racconta la sua aspirazione alla normalità e all'eterosessualità. Adesso che tutti i destini si sono incrociati come in un cerchio che finalmente si chiude, il libro può dirsi concluso perché N.P. di Banana Yoshimoto è proprio il racconto numero 100 che mancava all'appello e Takase non era riuscito a scrivere.

## Edizioni
- Banana Yoshimoto, N.P., collana I Canguri, traduzione di Giorgio Amitrano, Feltrinelli, 1992,  p. 165, ISBN 9788807700330.
- Banana Yoshimoto, N.P., collana Universale economica, 1280, traduzione di Giorgio Amitrano, Feltrinelli, 1994,  p. 165, ISBN 9788807812804.